# Partition de l'unité

Exemple de partition de l'unité avec quatre fonctions (rouge, bleu, vert et jaune).

En première approche, on peut dire qu'une partition de l'unité est une famille de fonctions positives {\displaystyle (\phi _{i})_{i\in I}} telles que, en chaque point, la somme sur toutes les fonctions des valeurs prises par chacune d'elles vaille 1 : {\displaystyle \sum _{i\in I}\phi _{i}(x)=1.}
Plus précisément, si {\displaystyle X} est l'espace topologique sur lequel sont définies les fonctions de la partition, on imposera que la somme des fonctions ait un sens, c'est-à-dire que pour tout {\displaystyle x\in X}, la famille {\displaystyle (\phi _{i})_{i\in I}} soit sommable. De façon usuelle, on impose une condition encore plus forte, à savoir qu'en tout point {\displaystyle x} de {\displaystyle X}, seul un nombre fini des {\displaystyle \phi _{i}} soient non nulles. On parle alors de partition localement finie.
On impose en général aussi des conditions de régularité sur les fonctions de la partition, de façon habituelle soit simplement que les fonctions soient continues et alors on parle de partition continue de l'unité, soit indéfiniment dérivables et alors on parle de partition C∞ de l'unité.
Ces conditions, en général précisées par le contexte, sont habituellement sous-entendues. Et on utilisera l'expression partition de l'unité pour désigner une partition continue de l'unité localement finie ou bien une partition C∞ de l'unité localement finie.
Les partitions de l'unité sont utiles car elles permettent souvent d'étendre des propriétés locales à l'espace tout entier. Bien sûr, ce sont les théorèmes d'existence qui font de cette notion un outil pratique.

## Définitions

### Définition d'une partition continue de l'unité localement finie
Définition 1 — On appelle partition de l'unité d'un espace topologique {\displaystyle X}, une famille {\displaystyle (\phi _{i})_{i\in I}} de fonctions continues, définies sur {\displaystyle X} et à valeur dans l'intervalle [0, 1], telles que pour tout point {\displaystyle x\in X}, les deux conditions suivantes soient satisfaites :
- il existe un voisinage de {\displaystyle x} tel que toutes les fonctions {\displaystyle \phi _{i}} soient nulles sur ce voisinage à l'exception d'un nombre fini d'entre elles ;
- la somme de toutes les valeurs prises par les fonctions {\displaystyle \phi _{i}} en {\displaystyle x} soit égale à 1, c'est-à-dire : {\displaystyle \sum _{i\in I}\phi _{i}(x)=1} pour tout {\displaystyle x\in X.}

### Définition d'une partition subordonnée à un recouvrement
Soient {\displaystyle X} un espace topologique et {\displaystyle (U_{i})_{i\in I}} un recouvrement ouvert localement fini de cet espace.
Définition 2 — On appelle partition de l'unité subordonnée au recouvrement {\displaystyle (U_{i})_{i\in I}}, une partition de l'unité {\displaystyle (\phi _{i})_{i\in I}} au sens de la définition 1, indexée par le même ensemble {\displaystyle I} que le recouvrement, et telle qu'en outre, pour tout {\displaystyle i\in I}, le support de {\displaystyle \phi _{i}} soit inclus dans {\displaystyle U_{i}}.

## Théorèmes d'existence
Parmi toutes les formulations possibles des théorèmes d'existence, nous proposons ci-dessous deux variantes. Nous empruntons la première variante à N. Bourbaki et la deuxième à Laurent Schwartz.
Théorème 1 — Soit {\displaystyle X} un espace normal. Pour tout recouvrement ouvert localement fini {\displaystyle (U_{i})_{i\in I}} de {\displaystyle X}, il existe une partition continue de l'unité subordonnée au recouvrement {\displaystyle (U_{i})_{i\in I}.}
Théorème 2 — Soit {\displaystyle \Omega } un ouvert de {\displaystyle \mathbb {R} ^{n}}. Pour tout recouvrement ouvert {\displaystyle (\Omega _{i})_{i\in I}} de {\displaystyle \Omega }, il existe
- une partition C∞ de l'unité {\displaystyle (\alpha _{j})_{j\in J}} de {\displaystyle \Omega }, telle que le support de chaque {\displaystyle \alpha _{j}} est compact et inclus dans l'un des {\displaystyle \Omega _{i}} ;
- une partition C∞ de l'unité {\displaystyle (\phi _{i})_{i\in I}} subordonnée au recouvrement {\displaystyle (\Omega _{i})_{i\in I}}, et telle que sur tout compact de {\displaystyle \Omega }, seul un nombre fini des {\displaystyle \phi _{i}} ne sont pas identiquement nulles.

Le premier théorème montre que le fait qu'un espace soit normal est une condition suffisante pour l'existence de partitions de l'unité subordonnées à un recouvrement ouvert localement fini. Le second, démontré ici dans un cas particulier mais qui se généralise à tout espace paracompact, fournit des partitions de l'unité subordonnées à un recouvrement ouvert quelconque. Ces deux formulations montrent que l'on peut en général choisir soit d'avoir le support indexé par le recouvrement d'ouverts ou bien le support compact.

## Exemples de partition de l'unité de l'axe réel
- L'existence de partitions de l'unité continues ou même dérivables est assez intuitive. Il est facile d'en construire. On considère, par exemple, la fonction

{\displaystyle r(x)={\begin{cases}{\frac {\cos(\pi x)+1}{2}},&{\textrm {si}}\ |x|<1,\\0,&{\text{ sinon. }}.\end{cases}}}
On vérifie aisément que la famille des fonctions {\displaystyle f_{i},i\in \mathbb {Z} } définies par 
{\displaystyle f_{i}(x)=r(x-i)} constitue une partition de l'unité dérivable de {\displaystyle \mathbb {R} } subordonnée au recouvrement ouvert {\displaystyle ]i-1,i+1[,i\in \mathbb {Z} .}
- Voici maintenant un exemple de construction d'une partition de l'unité indéfiniment dérivable.

On considère la fonction 
{\displaystyle r(x)={\begin{cases}\exp \left(-x^{-2}\right),&x>0,\\0,&x\leqslant 0.\end{cases}}}
Elle est indéfiniment dérivable sur  {\displaystyle \mathbb {R} }. Par conséquent, la fonction {\displaystyle s} définie par
{\displaystyle s(x)=r(x+1)r(1-x)}
est, elle aussi, indéfiniment différentiable sur  {\displaystyle \mathbb {R} }, strictement positive dans l'intervalle ]–1, 1[ et identiquement nulle en dehors.
On considère alors la famille des fonctions  {\displaystyle f_{i},i\in \mathbb {Z} } définies par
{\displaystyle f_{i}(x)={\frac {s(x-i)}{\sum _{k\in \mathbb {Z} }s(x-k)}}.}
On remarque que la définition est cohérente : en effet, chaque point {\displaystyle x} se trouve à l'intérieur d'au moins l'un des intervalles de la famille {\displaystyle ]i-1,i+1[,i\in \mathbb {Z} } (en fait chaque point se trouve à l'intérieur de deux intervalles, sauf les entiers qui ne se trouvent à l'intérieur que d'un seul intervalle). Et donc en chaque point {\displaystyle x}, l'un au moins des éléments de la somme est strictement positif. Donc le dénominateur n'est jamais nul.
On vérifie aussi aisément qu'en chaque point {\displaystyle x}
{\displaystyle \sum _{i\in \mathbb {Z} }f_{i}(x)=1.}
La famille des  {\displaystyle f_{i},i\in \mathbb {Z} } forme donc bien une partition de l'unité de l'axe réel, indéfiniment dérivable, et subordonnée au recouvrement ouvert {\displaystyle ]i-1,i+1[,i\in \mathbb {Z} .}.

## Applications
Les partitions de l'unité sont utilisées dans les questions d'intégration d'une fonction définie sur une variété. On commence par démontrer la propriété voulue sur une fonction dont le support est contenu dans une seule carte locale de la variété, et ensuite grâce à une partition de l'unité qui recouvre la variété, on étend le résultat à la variété tout entière. On se reportera aussi avec intérêt à l'article de présentation du théorème de Stokes.
Les partitions de l'unité sont également utilisées en analyse fonctionnelle, par exemple dans l'étude des espaces de Sobolev définis sur un ouvert de {\displaystyle \mathbb {R} ^{n}} avec une frontière, pour montrer la densité des fonctions C∞ à support compact définies sur {\displaystyle \mathbb {R} ^{n}},.
Ils sont aussi parfois utilisés pour résoudre des problèmes d'équations aux dérivées partielles, par exemple pour construire dans un domaine un champ de vecteur solénoïdal dont la valeur à la frontière du domaine est fixée.